# XQD

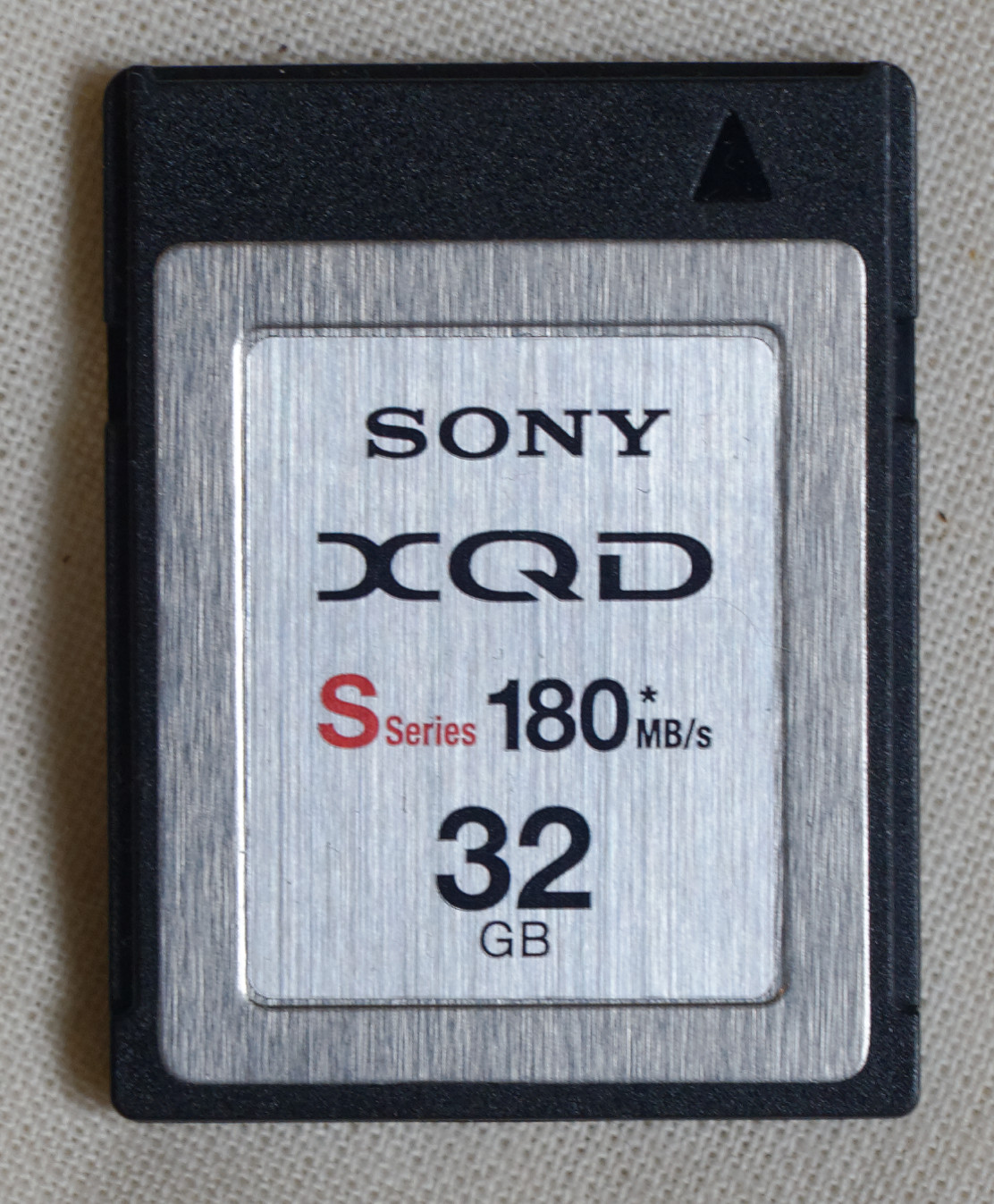
Карта памяти стандарта XQD

XQD — формат карт памяти, разработанный компаниями SanDisk, Sony и Nikon и утверждённый CompactFlash Assotiation в 2010—2011 годах. Он предназначен для устройств, особо требовательных к скорости чтения и записи.
Пропускная способность интерфейса составляет 2,5 Гбит/с, актуальная скорость записи достигает 125 Мбайт/с. Спецификации стандарта основаны на спецификациях PCI Express, что обеспечивает фундамент для дальнейшего роста производительности.
В XQD 2, анонсированном в 2012 году, используется PCIe 3.0 (1 Гбайт/с).

## История
Спецификации формата XQD были представлены CompactFlash Assotiation 7 декабря 2011 года. 6 января 2012 года компания Sony первой представила карты памяти XQD объёмом 16 и 32 Гб, а также устройства чтения с интерфейсами USB 3.0 и PCI Express. В тот же день был представлен первый фотоаппарат, поддерживающий карты памяти XQD — Nikon D4.
Лицензия на формат принадлежит Sony, камеры с разъёмом XQD выпускает Nikon. Lexar прекратила выпуск XQD накопителей в 2018 году.

## Спецификации
Размеры карты памяти XQD — 38,5×29,8×3,8 мм.

## Производительность
Сайт DP Review опубликовал сравнительные данные о количестве снимков, которые может сделать в режиме серийной съёмки фотоаппарат Nikon D4 при записи на карту CompactFlash и на карту XQD.
| Формат файлов        | CompactFlash | XQD         |
| -------------------- | ------------ | ----------- |
| NEF (14 бит)         | 79 снимков   | 105 снимков |
| NEF (12 бит)         | 68 снимков   | 80 снимков  |
| NEF (12 бит, сжатый) | 62 снимка    | 70 снимков  |
| JPEG (Large/Fine)    | 137 снимков  | 159 снимков |